# Lophocolea minor
Lophocolea minor là một loài Rêu trong họ Lophocoleaceae. Loài này được Nees mô tả khoa học đầu tiên năm 1836.